# Joža Vochala
Joža Vochala (12. března 1892, Staré Město u Frýdku – 26. dubna 1965, Jablunkov) byl český národopisný pracovník, folklorista a muzejník.
Byl organizátorem českého národního života ve Slezsku a na severovýchodní Moravě. Působil jako redaktor Novin Těšínských a Slezského venkova. V 50. letech stál v čele Lašského muzea ve Frýdku (dnešní Muzeum Beskyd). Přátelil se také s českým slezským básníkem Petrem Bezručem.
Byl zakladatelem Muzea Lašská jizba v Sedlištích a Lašského národopisného spolku Sedlišťané.
V průběhu obou světových válek se angažoval v odboji.
Byl činný i v Českobratrské církvi evangelické.

## Rodina
S manželkou Maričkou (1898–1981; pohřbena v rodinné hrobce v Sedlištích) měl dvě děti: dceru Libuši (1920–2004 bezdetná)pohřbena v rodinné hrobce v Sedlištích) a syna Přemysla (1925–2011). Přemysl měl jednu dceru Hanu (1967) a ta má dcery Leontinu Apollónii (1994), Elisabeth (1999), Carlotu (2003), Jennifer (2007) a Elleanor (2009)